# Gayle Broughton
Pour les articles homonymes, voir Broughton.
Pas d'image ? Cliquez ici

a Compétitions nationales et continentales officielles uniquement.

b Matchs officiels uniquement.
Dernière mise à jour le 15 avril 2024.
Gayle Broughton, née le 5 juin 1996 à Hawera (Nouvelle-Zélande), est une joueuse néo-zélandaise de rugby à XV, internationale néo-zélandaise de rugby à sept et néo-zélandaise de rugby à XIII.
Elle a remporté avec l'équipe de Nouvelle-Zélande à sept la médaille d'argent du tournoi féminin des Jeux olympiques d'été de 2016 à Rio de Janeiro puis la médaille d'or aux Jeux olympiques d'été de 2020 à Tokyo.